# Az ígéret földje epizódjainak listája
Ez a szócikk a Az ígéret földje  című sorozat epizódjait listázza.

## Évados áttekintés
| Évad | Évad | Részek száma | Részek száma | Eredeti sugárzás     | Eredeti sugárzás | Eredeti adó | Magyar sugárzás      | Magyar sugárzás    | Magyar adó |
| Évad | Évad | Részek száma | Részek száma | Évadbemutató         | Évadzáró         | Eredeti adó | Évadbemutató         | Évadzáró           | Magyar adó |
| ---- | ---- | ------------ | ------------ | -------------------- | ---------------- | ----------- | -------------------- | ------------------ | ---------- |
|      | 1.   | 23           | 23           | 1996. szeptember 17. | 1997. május 20.  | CBS         | 2018. szeptember 12. | 2018. október 11.  | Duna TV    |
|      | 2.   | 23           | 23           | 1997. szeptember 25. | 1998. május 14.  | CBS         | 2018. október 12.    | 2018. november 13. | Duna TV    |
|      | 3.   | 22           | 22           | 1998. október 1.     | 1999. május 20.  | CBS         | 2018. november 14.   | 2018. december 13. | Duna TV    |

## Évadok

### Bevezető rész (1996)
| Sor. | Év. | Cím                              | Rendező         | Író               | Premier                                | Gyártási szám |
| ---- | --- | -------------------------------- | --------------- | ----------------- | -------------------------------------- | ------------- |
| 38.  | 1.  | Az ígéret földje (Promised Land) | Michael Schultz | Martha Williamson | 1996. szeptember 15. 2011. október 17. | 301           |

### Első évad (1996-1997)
| Sor. | Év. | Cím                                                | Rendező            | Író | Premier                                   | Gyártási szám |
| ---- | --- | -------------------------------------------------- | ------------------ | --- | ----------------------------------------- | ------------- |
| 1.   | 1.  | Menni vagy nem menni (The Expatriate)              | Victor Lobl        | E.F. Wallengren & Valerie Woods                                                                                 | 1996. szeptember 17. 2018. szeptember 12. | 101           |
| 2.   | 2.  | Zenész zseni (The Prodigy)                         | Gene Reynolds      | Deborah Starr Seibel                                                                                            | 1996. szeptember 24. 2018. szeptember 13. | 102           |
| 3.   | 3.  | A Motel titka (The Motel)                          | Victor Lobl        | E.F. Wallengren                                                                                                 | 1996. október 1. 2018. szeptember 14.     | 103           |
| 4.   | 4.  | Halálos város (The Hostage)                        | Victor Lobl        | William A. Schwartz                                                                                             | 1996. október 8. 2018. szeptember 17.     | 104           |
| 5.   | 5.  | A varázskapu (The Magic Gate)                      | Burt Brinckerhoff  | E.F. Wallengren & R.J. Colleary                                                                                 | 1996. október 15. 2018. szeptember 18.    | 105           |
| 6.   | 6.  | A bizalom ugrása (Leap of Faith)                   | Michael Schultz    | Martha Williamson, E.F. Wallengren and Norman Morrill                                                           | 1996. október 29. 2018. szeptember 19.    | 106           |
| 7.   | 7.  | Kislány vagy nagylány (Little Girl Lost)           | Vincent McEveety   | Norman Morrill & Valerie Woods                                                                                  | 1996. november 12. 2018. szeptember 20.   | 107           |
| 8.   | 8.  | A titok (The Secret)                               | Gene Reynolds      | William Schmidt                                                                                                 | 1996. november 19. 2018. szeptember 21.   | 108           |
| 9.   | 9.  | Hazatérés, 2. rész (The Homecoming:, Part 2)       | Tim Van Patten     | William A. Schwartz & E.F. Wallengren                                                                           | 1996. november 26. 2011. november 2.      | 109           |
| 10.  | 10. | Az országút királya (King of the Road)             | Jim Johnston       | Danna Doyle & Debbie Smith                                                                                      | 1996. december 3. 2018. szeptember 24.    | 110           |
| 11.  | 11. | Karácsonyi ajándék (Christmas)                     | Michael Ray Rhodes | E.F. Wallengren                                                                                                 | 1996. december 17. 2018. szeptember 25.   | 111           |
| 12.  | 12. | Menekülés (The Getaway)                            | Stuart Margolin    | William Schmidt & William A. Schwartz                                                                           | 1997. január 7. 2018. szeptember 26.      | 112           |
| 13.  | 13. | A Függetlenség Napja (Independence Day)            | Burt Brinckerhoff  | Debbie Smith & Danna Doyle                                                                                      | 1997. január 14. 2018. szeptember 27.     | 113           |
| 14.  | 14. | Kép a tükörben (Mirror Image)                      | Stuart Margolin    | William A. Schwartz & Deborah Starr Seibel                                                                      | 1997. január 21. 2018. szeptember 28.     | 114           |
| 15.  | 15. | A bányaomlás (The Collapse)                        | Jim Johnston       | Történet: im Johnston, William A. Schwartz and E.F. Wallengren Tévéjáték: William A. Schwartz & E.F. Wallengren | 1997. február 11. 2018. október 1.        | 115           |
| 16.  | 16. | Egyedül a nagyvilágban (Running Scared)            | Burt Brinckerhoff  | Michael Glassberg                                                                                               | 1997. február 18. 2018. október 2.        | 116           |
| 17.  | 17. | A fal, 2. rész (Amazing Grace:, Part 2)            | Victor Lobl        | Martha Williamson, E.F. Wallengren and William A. Schwartz                                                      | 1997. február 25. 2011. november 15.      | 117           |
| 18.  | 18. | Leépítve (Downsized)                               | Michael Schultz    | William Schmidt                                                                                                 | 1997. március 4. 2018. október 3.         | 118           |
| 19.  | 19. | Gyalázat (The Outrage)                             | Michael Ray Rhodes | Claire Whitaker                                                                                                 | 1997. március 18. 2018. október 4.        | 119           |
| 20.  | 20. | Gyűlölet (Intolerance)                             | Victor Lobl        | E.F. Wallengren                                                                                                 | 1997. április 5. 2018. október 5.         | 120           |
| 21.  | 21. | Cowboy-élet (Cowboy Blues)                         | Alan J. Levi       | William A. Schwartz                                                                                             | 1997. április 29. 2018. október 8.        | 121           |
| 22.  | 22. | Baleset a csatamezőn (Civil Wars)                  | Larry Lipton       | Danna Doyle & Debbie Smith                                                                                      | 1997. május 6. 2018. október 9.           | 122           |
| 23.  | 23. | Meglopott otthon, 1. rész (Stealing Home:, Part 1) | Burt Brinckerhoff  | William A. Schwartz & E.F. Wallengren                                                                           | 1997. május 13. 2018. október 10.         | 123           |
| 24.  | 24. | Meglopott otthon, 2. rész (Stealing Home:, Part 2) | Burt Brinckerhoff  | William A. Schwartz & E.F. Wallengren                                                                           | 1997. május 20. 2018. október 11.         | 124           |

### Második évad (1997-1998)
| Sor. | Év. | Cím                                                                       | Rendező           | Író                                   | Premier                                | Gyártási szám |
| ---- | --- | ------------------------------------------------------------------------- | ----------------- | ------------------------------------- | -------------------------------------- | ------------- |
| 24.  | 1.  | Joe visszatér, 2. rész (The Road Home:, Part 2 Joe's Return:, Part 2)     | Burt Brinckerhoff | E.F. Wallengren & Mimi Schmir         | 1997. szeptember 25. 2011. december 1. | 201           |
| 25.  | 2.  | Az ígéret (The Promise)                                                   | Michael Schultz   | William A. Schwartz                   | 1997. október 2. 2018. október 12.     | 202           |
| 26.  | 3.  | Derült égből kisbaba (Par for the Course)                                 | Vincent McEveety  | Debbie Smith & Danna Doyle            | 1997. október 9. 2018. október 15.     | 203           |
| 27.  | 4.  | Kiközösítve (Crushed)                                                     | Gene Reynolds     | Debra Epstein                         | 1997. október 16. 2018. október 16.    | 204           |
| 28.  | 5.  | Mooster bosszúja (Mooster's Revenge)                                      | Jim Johnston      | E.F. Wallengren                       | 1997. október 23. 2018. október 17.    | 205           |
| 29.  | 6.  | Szent Russell (Saint Russell)                                             | Burt Brinckerhoff | William A. Schwartz                   | 1997. október 30. 2018. október 18.    | 206           |
| 30.  | 7.  | Foglaljuk vissza az éjszakát (Take Back the Night)                        | Jim Johnston      | Danna Doyle & Debbie Smith            | 1997. november 6. 2018. október 19.    | 207           |
| 31.  | 8.  | Izompacsirta (Mr. Muscles)                                                | Vincent McEveety  | E.F. Wallengren                       | 1997. november 13. 2018. október 22.   | 208           |
| 32.  | 9.  | A nyertes (The Winter)                                                    | Terrence O'Hara   | William A. Schwartz                   | 1997. november 20. 2018. november 5.   | 209           |
| 33.  | 10. | Otthon (To Everything a Season)                                           | Gene Reynolds     | Mimi Schmir                           | 1997. november 27. 2018. október 24.   | 210           |
| 34.  | 11. | A könyvmoly (The Bookworm)                                                | Sandor Stern      | Debra Epstein                         | 1997. december 11. 2018. október 25.   | 211           |
| 35.  | 12. | Hattyúdal (Recycled)                                                      | Terrence O'Hara   | Danna Doyle & Debbie Smith            | 1998. január 8. 2018. október 26.      | 212           |
| 36.  | 13. | Sorstársak (Mirror Family)                                                | Stuart Margolin   | Edmond Stevens                        | 1998. január 15. 2018. október 29.     | 213           |
| 37.  | 14. | Bíborszív (Purple Heart)                                                  | Alan J. Levi      | Debra Epstein                         | 1998. január 29. 2018. október 30.     | 214           |
| 38.  | 15. | A másik sofőr (Designated Driver)                                         | Stuart Margolin   | Mimi Schmir                           | 1998. február 5. 2018. október 31.     | 215           |
| 39.  | 16. | Ketten az úton (Two for the Road)                                         | Alan J. Levi      | E.F. Wallengren                       | 1998. február 26. 2018. november 1.    | 216           |
| 40.  | 17. | A régi ház titka (The Secret of Bluestem)                                 | Sandor Stern      | Debbie Smith & Danna Doyle            | 1998. március 5. 2018. november 2.     | 217           |
| 41.  | 18. | Álruhás nagymama (Undercover Granny)                                      | Tim Van Patten    | Arnold Margolin                       | 1998. március 26. 2018. november 6.    | 218           |
| 42.  | 19. | Becsületszavamra (On My Honor)                                            | Stuart Margolin   | Debra Epstein                         | 1998. április 2. 2018. november 7.     | 219           |
| 43.  | 20. | Totális biztonság (Total Security)                                        | Martha Mitchell   | Edmond Stevens & Martha Williamson    | 1998. április 23. 2018. november 8.    | 220           |
| 44.  | 21. | Amikor leszáll a sötétség (When Darkness Falls)                           | Tim Van Patten    | Mimi Schmir                           | 1998. április 30. 2018. november 9.    | 221           |
| 45.  | 22. | Akikért a harangok szólnak, 1. rész (A Hand Up Is Not a Handout:, Part 1) | Victor Lobl       | William A. Schwartz & E.F. Wallengren | 1998. május 7. 2018. november 12.      | 222           |
| 46.  | 23. | Akikért a harangok szólnak, 2. rész (A Hand Up Is Not a Handout:, Part 2) | Victor Lobl       | William A. Schwartz & E.F. Wallengren | 1998. május 14. 2018. november 13.     | 223           |

### Harmadik évad (1998-1999)
| Sor. | Év. | Cím                                                                       | Rendező               | Író                                   | Premier                               | Gyártási szám |
| ---- | --- | ------------------------------------------------------------------------- | --------------------- | ------------------------------------- | ------------------------------------- | ------------- |
| 47.  | 1.  | A megbocsátás, 2. rész (Saving Grace:, Part 2 Vengeance is Mine:, Part 2) | Victor Lobl           | Steven Smith                          | 1998. október 1. 2012. január 10.     | 301           |
| 48.  | 2.  | Színjáték (Balancing Act)                                                 | Terrence O'Hara       | Mimi Schmir                           | 1998. október 8. 2018. november 14.   | 302           |
| 49.  | 3.  | Megbékélés (Restoration)                                                  | Sandor Stern          | Danna Doyle & Debbie Smith            | 1998. október 15. 2018. november 15.  | 303           |
| 50.  | 4.  | Gyújtogatás (Baptism of Fire)                                             | Stuart Margolin       | David Ehrman & Debbie Smith           | 1998. október 22. 2018. november 16.  | 304           |
| 51.  | 5.  | Álmok és csalódások (Chasin' the Blues)                                   | Will Mackenzie        | E.F. Wallengren                       | 1998. október 29. 2018. november 19.  | 305           |
| 52.  | 6.  | Otthonra lelve Denverben (Denver: Welcome Home)                           | Victor Lobl           | William A. Schwartz                   | 1998. november 5. 2018. november 20.  | 306           |
| 53.  | 7.  | Bárhol, csak ne itt! (Anywhere But Here)                                  | Alan J. Levi          | David Ehrman                          | 1998. november 12. 2018. november 21. | 307           |
| 54.  | 8.  | Édes hármas (And Baby Makes Three)                                        | Martha Mitchell       | Mimi Schmir                           | 1998. november 19. 2018. november 22. | 308           |
| 55.  | 9.  | Tiltott terület (Out of Bounds)                                           | Sandor Stern          | Debbie Smith                          | 1998. december 3. 2018. november 22.  | 309           |
| 56.  | 10. | A döntés súlya (Jury Duty)                                                | Terrence O'Hara       | David Ehrman                          | 1998. december 17. 2018. november 26. | 310           |
| 57.  | 11. | A látogató (The Visitor)                                                  | Victor Lobl           | William A. Schwartz                   | 1999. január 7. 2018. november 27.    | 311           |
| 58.  | 12. | Megsebzett szívek (Wounded Hearts)                                        | Alan J. Levi          | E.F. Wallengren                       | 1999. január 14. 2018. november 28.   | 312           |
| 59.  | 13. | Családi kötelék (All in the Family)                                       | Stuart Margolin       | David Ehrman                          | 1999. január 14. 2018. november 29.   | 313           |
| 60.  | 14. | Beépülve (Undercover)                                                     | Victor Lobl           | Debbie Smith                          | 1999. március 25. 2018. november 30.  | 314           |
| 61.  | 15. | Pénz beszél (In the Money)                                                | Stuart Margolin       | Mimi Schmir                           | 1999. április 1. 2018. december 3.    | 315           |
| 62.  | 16. | Boldogságra való törekvés (Pursuit of Happiness)                          | Victor Lobl           | E.F. Wallengren                       | 1999. április 8. 2018. december 4.    | 316           |
| 63.  | 17. | A veszélyes szó (What's in a Word)                                        | Martha Mitchell       | William A. Schwartz                   | 1999. április 15. 2018. december 5.   | 317           |
| 64.  | 18. | Egy nap az élet (A Day in the Life)                                       | Victor Lobl           | David Ehrman                          | 1999. április 22. 2018. december 7.   | 318           |
| 65.  | 19. | Kilépni a múltból (Leaving the Life)                                      | Robert Visciglia, Jr. | Debbie Smith                          | 1999. április 29. 2018. december 10.  | 319           |
| 66.  | 20. | Kísérletek (Baby Steps)                                                   | Larry Lipton          | Mimi Schmir                           | 1999. május 6. 2018. december 11.     | 320           |
| 67.  | 21. | Látható sötétség (Darkness Visible)                                       | Stuart Margolin       | David Ehrman                          | 1999. május 13. 2018. december 12.    | 321           |
| 68.  | 22. | Végszó (Finale)                                                           | Peter H. Hunt         | William A. Schwartz & E.F. Wallengren | 1999. május 20. 2018. december 13.    | 322           |